# Khajjidoni, Bagalkot
Khajjidoni là một làng thuộc tehsil Bagalkot, huyện Bagalkot, bang Karnataka, Ấn Độ.